# Moschelite
La moschelite è un minerale appartenente al gruppo del calomelano.